# Diocese de Melipilla
A Diocese de Melipilla (em latim: Dioecesis Melipillensis) é uma diocese localizada na cidade de Melipilla, pertencente a Arquidiocese de Santiago do Chile no Chile. Foi fundada em 4 de abril de 1991 pelo Papa João Paulo II. Com uma população católica de 420.379 habitantes, sendo 74,0% da população total, possui 31 paróquias com dados de 2017.

## História
A Diocese de Melipilla foi criada em 4 de abril de 1991 pelo Papa João Paulo II através da Arquidiocese de Santiago do Chile. 

## Lista de bispos
A seguir uma lista de bispos desde a criação da diocese em 1991. 
|        | Nome                          | Período    | Notas                                            |
| Bispos | Bispos                        | Bispos     | Bispos                                           |
| ------ | ----------------------------- | ---------- | ------------------------------------------------ |
| 3º     | Cristián Contreras Villarroel | 2014-atual |                                                  |
| 2º     | Enrique Troncoso Troncoso     | 2000-2014  |                                                  |
| 1º     | Pablo Lizama Riquelme         | 1991-1999  | Nomeado bispo militar do Chile; futuro arcebispo |